# فصل برداشت: نغمه جادویی
فصل برداشت: نغمه جادویی (به انگلیسی: Harvest Moon: Magical Melody) و (به ژاپنی: 牧場物語 しあわせの詩 for ワールド Bokujō Monogatari: Shiawase no Uta for Wārudo) یک بازی ویدئویی در سبک شبیه‌سازی مزرعه است که توسط شرکت مارولوس اینتراکتیو طراحی و ساخته شد. این بازی که در سری بازی‌های فصل برداشت قرار دارد، برای نخستین بار در ۱۰ نوامبر ۲۰۰۵ در ژاپن و توسط ناتسومه در ۲۸ مارس ۲۰۰۶ در آمریکای شمالی برای کنسول گیم‌کیوب منتشر شد. این بازی، در ۱۴ مارس ۲۰۰۸ برای وی نیز طراحی گردید.

## خلاصه داستان
الهه برداشت محصول از غم بی‌توجهی مردم روستا، خود را به سنگ تبدیل کرده است. کشاورزی به نام جیمی (که جنسیت آن بسته به جنسیت شخصیت اصلی تغییر میکند) مصمم است او را نجات دهد. یک سال بعد، یک دامدار جدید (که به صورت پیشفرض اگر مرد باشد آدام و اگر زن باشد آماندا نام دارد) به روستای فلاورباد میآید، جایی که تئودور، شهردار روستا، به او در راه‌اندازی مزرعه کمک میکند.  
شخصیت اصلی همچنین با اسپرایت‌های برداشت محصول ملاقات میکند که از او میخواهند با جمع‌آوری نتهای موسیقی جادویی به بیدار کردن دوباره الهه کمک کند. در این میان، جیمی به رقیب شخصیت اصلی تبدیل میشود.  
همزمان با کار در مزرعه، شخصیت اصلی با افراد مختلفی آشنا میشود که برخی از آنها شخصیتهای بازگشتی از بازیهای «بازگشت به طبیعت»، «مراقبت از خانه» و «زندگی شگفت‌انگیز» هستند و سعی میکند با آنها دوست شده و به آنها کمک کند. در پایان، الهه برداشت محصول دوباره زنده میشود و جیمی با شرمندگی روستا را ترک میکند.  
سپس شخصیت اصلی با یکی از افراد مجرد روستا ازدواج میکند و صاحب فرزند میشود (اگر با جیمی ازدواج کند، هر دو روستا را ترک میکنند و بازی به پایان میرسد). وقتی همه نت‌ها جمع‌آوری میشوند، جیمی ابتدا ناامید میشود، اما الهه او را تشویق میکند که کمتر خودخواه باشد و اینگونه رقابت او با شخصیت اصلی به پایان میرسد.